# Sainte-Opportune
Sainte-Opportune település Franciaországban, Orne megyében. Lakosainak száma 243 fő (2022. január 1.). Sainte-Opportune Bellou-en-Houlme, Briouze, Craménil, Durcet és Athis-Val de Rouvre községekkel határos.

## Népesség
A település népessége az elmúlt években az alábbi módon változott:
| Lakosok száma | 242  | 246  | 250  | 244  | 240  | 235  | 237  | 240  | 243  |
|               | 2013 | 2015 | 2016 | 2017 | 2018 | 2019 | 2020 | 2021 | 2022 |